# 李豊 (曹魏)
李 豊（り ほう）は、中国三国時代の魏の政治家。字は安国。本貫は雍州馮翊郡東県。夏侯玄・張緝と共に司馬師排斥のクーデターを画策したが、事が露呈し、誅殺された。

## 生涯
17歳の頃から鄴の周辺で清廉潔白、人物眼があるとの評判を得る。黄初年間、父の李義の縁故で軍に入り、許昌に住むと、名声はさらに高まった。
曹叡の時代に黄門郎となる。当時、呉から降伏してきた者に対して曹叡が「江東では、中国（魏）の名士は誰が評判か？」と尋ねると、降伏者が「李安国（李豊）という者がいるとの評判です」と答えるほど、李豊の評判は響き渡っていた。その後、騎都尉・給事中に転任した。
景初3年（239年）に曹叡が亡くなり、曹芳が帝位に即くと永寧太僕となるが、名声が先行していると見られ、用いられることは少なかった。正始年間に侍中・尚書僕射に転任した。
曹爽一党が政権を掌握し司馬懿らを排斥すると、李豊はどちらにもつかず離れずの態度を取った。曹爽が誅殺された後の嘉平4年（252年）、中書令の官に任じられ、曹芳の側近となった。
李豊は、司馬懿の後を継いだ司馬師の親任を受けていたが、太常の夏侯玄に心を寄せ、光禄大夫の張緝と結託し、クーデターを図った。しかし嘉平6年2月22日（254年3月27日）、その計画は司馬師に露呈し、李豊・夏侯玄・張緝らは処刑された。『三国志』魏書夏侯尚伝の注に引く『魏氏春秋』によると李豊の最期は、司馬師の悪逆を謗ったためその怒りを買い、刀の柄によって腰を叩かれ、殺害されたという。
早くから名声を集めていたが、杜畿や傅嘏からは終わりを全うしないことを予測された。後年その予測が的中したことは、彼らの人物眼を称える逸話となっている。

## 一族
父の李義は寒門の出身だが、魏の衛尉にまで栄達。李豊が若くして名声を集めたことを嫌っていた。
息子の李韜は斉長公主（曹叡の娘）の夫。列侯・給事中の官にあり、父と共にクーデターに関与した。発覚後は公主の夫という地位を考慮され処刑ではなく、獄中での自殺を許された。また、斉長公主との3人の子は処刑を免れた。娘の李婉は賈充の妻だったが、父に連座して流罪となった。
弟の李翼・李偉は郡の太守を歴任した。李偉は酒に溺れ新平郡・扶風郡の政治を混乱させたという。李翼は兄のクーデター発覚時、兗州刺史の官にあった。妻からは呉へ逃げることを勧められたが、子の命を守るためそれを拒んで刑に服した。李翼の2人の子は処刑を免れ、その1人李斌は西晋の河南尹にまで昇った。